# Hvar, Hvar
Hvar (hrvaško Grad Hvar, grško Pharos, italijansko Lesina, latinsko Pharina), je največje mesto s 3500  prebivalci (2021), letovišče in pristanišče ter občinsko središče s statusom mesta (3979 prebivalcev v mestnem upravnem območju, ki obsega še več manjših naselij: Brusje, Jagodna, Velo Grablje, Milna, Zaraće, Sveta Nedjelja, Malo Grablje) na otoku Hvar, ki je upravno del Splitsko-dalmatinske županije na Hrvaškem. 
Obenem je Hvar tudi sedež rimskokatoliške škofije (hrvaško Hvarska biskupija /grško Dioecesis Pharensis), znana tudi pod imenom Hvarsko-bračko-viška biskupija, ki obsega vse tri večje srednje dalmatinske otoke (Hvar, Brač, Vis) in je sufragan Splitsko-Makarske metropolije. 

## Lega
Mesto Hvar leži na jugozahodnem delu istoimenskega otoka v dobro zavarovanem zalivu na temeljih antičnega Dimosa. Mesto Hvar je administrativno, kulturno in turistično središe otoka in eno najbolj znanih turističnih mest na zahodni obali Jadrana. Turistična sezona traja skozi vse leto, saj je podnebje tako v mestu, kot na celem otoku izrazito sredozemsko, brez izrazitih nihanj.
Pristanišče je odprto južnim in jugozahodnim vetrovom, ki že ob manjši moči ustvarijo valovanje. Pristanek je mogoč ob dolgi obali Obali oslobođenja, na koncu katere stoji svetilnik. Iz pomorske karte je razvidno, da svetilnik oddaja svetlobni signal: Z Bl(2) 5s.

## Demografija
| Pregled števila prebivalcev po letih | Pregled števila prebivalcev po letih | Pregled števila prebivalcev po letih | Pregled števila prebivalcev po letih | Pregled števila prebivalcev po letih | Pregled števila prebivalcev po letih | Pregled števila prebivalcev po letih | Pregled števila prebivalcev po letih | Pregled števila prebivalcev po letih | Pregled števila prebivalcev po letih | Pregled števila prebivalcev po letih | Pregled števila prebivalcev po letih | Pregled števila prebivalcev po letih | Pregled števila prebivalcev po letih | Pregled števila prebivalcev po letih |      |      |
| ------------------------------------ | ------------------------------------ | ------------------------------------ | ------------------------------------ | ------------------------------------ | ------------------------------------ | ------------------------------------ | ------------------------------------ | ------------------------------------ | ------------------------------------ | ------------------------------------ | ------------------------------------ | ------------------------------------ | ------------------------------------ | ------------------------------------ | ---- | ---- |
| 1857                                 | 1869                                 | 1880                                 | 1890                                 | 1900                                 | 1910                                 | 1921                                 | 1931                                 | 1948                                 | 1953                                 | 1961                                 | 1971                                 | 1981                                 | 1991                                 | 2001                                 | 2011 | 2021 |
| 1904                                 | 1930                                 | 1864                                 | 1929                                 | 2039                                 | 1970                                 | 2050                                 | 1820                                 | 1588                                 | 1770                                 | 1877                                 | 2467                                 | 3153                                 | 3643                                 | 3672                                 | 3771 | 3519 |

## Gospodarstvo
Glavna gospodarska dejavnost je turizem. V kraju je več hotelov: H. Adriatic, H. Amfora, H. Bodul, H. Croatia, H. Dalmacija, H. Delfin, H. Pharos, H. Palace, H. Sirena in H. Slavija. V zimski sezoni dajejo hoteli gostom posebne popuste, če se pojavi megla, sneg ali če temperatura pade pod ledišče. V mestu pristaja trajekt na liniji Split - Hvar - Vela Luka - Uble, vendar ne izkrcava ali vkrcava avtomobilov, temveč samo potnike.

## Podnebje
Podnebje je izrazito sredozemsko. Povprečno je letno 2718 sončnih ur in ne več kot trije megleni dnevi. Rekord sončnih ur je bil dosežen leta 2003, ko je sonce sijalo 3053 ur. Srednja januarska temperatura je 8,6 °C, julijska pa 24,9 °C. Letna količina padavin je 790 mm, od tega v jesenskih in zimskih mesecih pade 2/3 vseh padavin. Zimski meseci so zelo ugodni za bivanje in rekonvalescenco astmatičnih bolnikov.

## Zgodovina
Na področju današnjega mesta je že v 4. stol. pr. n. št. stalo grško naselje Dimos.  Obdobje rimskega vladanja v mestu ni pustilo opaznejših sledov. V času poznega srednjega veka po letu 1278 se prične izgradnja mestnega obzidja, ki se z vzpetin nad mestom spušča proti glavnemu mestnemu trgu. Obzidje je bilo dokončano v 15. stoletju. V 13. stol. je na vzpetini nad mestom postavljen mestni grad, v katerem je bila rezidenca mestnega glavarja. Grad je bil v naslednjih stoletjih večkrat popravljen in na novo dograjen. Leta 1551 je bila zgrajena nova trdnjava, ki pa je bila ob eksploziji razstreliva 1579 delno porušena, potem pa so jo tekom naslednjih stoletij obnovili. Obnova je trajala do 18. stoletja. Zahodna mestna vrata je dal 1625 zgraditi Marin Gazarović. V obdobju Ilirskih provinc so Francozi 1806 zgradili trdnjavo Napoleon in 1811 na rtu nedaleč stran od frančiškanskega samostana še drugo utrdbo, tako imenovano Baterijo. Po odhodu Francozov so na otočku Gališnik, ki je pred vhodom v hvarsko pristanišče, Habsburška monarhija zgradila manjšo trdnjavo. Sama gradnja pristanišča v mestu Hvar se je pričela 1455. Pristanišče je naravno zelo dobro zaščiteno, zato se je v zimskih mesecih v njem redno nahajala Beneška flota vzhodnega jadrana.
Številni kulturnozgodovinski spomeniki spominjajo na bogato in razgibano preteklost mesta Hvara. Najpomembnejši so na glavnem trgu-jedru starega mesta iz 15. stoletja. Sredi trga je renesančni mestni vodnjak iz 1529, na koncu trga pa je stolnica sv. Stjepana, ki je bila zgrajena v renesančnem in baročnem slogu v obdobju od 16. do 18. stoletja, medtem ko zvonik poleg stolnice spominja na romaniko. V notranjosti so zanimivi oltarji in številne dragocene slike. V zakladnici hranijo poleg slik tudi razne sakralne predmete. Na južni strani trga je Arzenal, zelo zanimiv Hvarški spomenik iz konca 16. in začetka 17. stoletja. V prvem nadstropju, dograjenem 1612 je urejena gledališka dvorana, najstarejša na ozemlju nekdanje Jugoslavije, v kateri so bile predstave vse do konca 18. stoletja. Severno stran starega trga zapira nekaj najstarejših stavb, med katerimi je najzanimivejša gotsko-renesančna palača Paladini iz 16. stoletja. Od drugih spomenikov je vredno omeniti renesančno mestno loggio, ki je bila dokončana 1497 in večkrat obnovljena, gotsko renesančni stolp z uro iz 15. do 16. stol., zvonik dominikanske cerkve sv. Marka iz 16. stol. cerkvici sv. Kuzme in Damjana (15. do 16. stol.) in sv. Duha (15. stol.), ter frančiškanski samostan s cerkvijo Gospe od Milosti (15. do 16. stol.). V samostanu hranijo več dragocenih slik-tudi benečanskih mojstrov, ter stare rokopise, knjige, zanimive zbirke vezenja in pomorske zemljevide.